# Doña Flor y sus dos maridos (telenovela)
Doña Flor y sus dos maridos es una telenovela de comedia romántica y realismo mágico mexicana producida por Eduardo Meza para Televisa.  Está basada en la novela brasileña del mismo nombre escrita por Jorge Amado. Se estrenó por Las Estrellas el 25 de marzo de 2019 en sustitución de Silvia Pinal, frente a ti, y finalizó el 21 de junio del mismo año siendo reemplazado por Juntos el corazón nunca se equivoca.
Protagonizada por Ana Serradilla, Joaquín Ferreira y Sergio Mur, con las participaciones antagónicas de Alejandro Calva, Mariluz Bermúdez y Gina Pedret. Cuenta además con las participaciones estelares de Ximena Ayala, Liz Gallardo, Ricardo Polanco y los primeros actores Rebecca Jones y Roberto Blandón.

## Trama
La historia gira en torno a Flor (Ana Serradilla), una alegre y hermosa mujer que conoce a Valentín (Joaquín Ferreira) un «desastre de hombre», pero aun así a ella le gusta como es él, todo era alegre, divertido y vivían felices, pero debido a los problemas de Valentín, muere. Y en medio de la soledad y el dolor de haber perdido a su marido. Teodoro (Sergio Mur), el mejor amigo de Flor y quien siempre estuvo enamorado de ella, decide comenzar a conquistarla. Todo iba bien, «normal, tranquilo y un poco aburrido» como debe ser un matrimonio. Hasta que en una noche Flor pide un deseo «que su marido vuelva», hasta que de pronto su deseo se hace realidad. Y ahora Flor no sabe cómo convivir con el fantasma de su difunto esposo y su marido actual.

## Reparto
- Ana Serradilla como María Florencia "Doña Flor" Méndez Canul[4]
- Sergio Mur como Teodoro "Teo" Hidalgo Flores[5]
- Joaquín Ferreira como Valentín Hernández "El Vale[6]
- Mariluz Bermúdez como Samantha Cabrera de Mercader[7]
- Rebecca Jones como Margarita Canul vda. de Méndez[8]
- Alejandro Calva como Octavio Mercader Serrano[7]
- Roberto Blandón como Óscar Hidalgo / Celeste[7]
- Carlos Corona como Padre Elpidio Mora González[7]
- Ximena Ayala como Rosalía Méndez Canul[7]
- Liz Gallardo como Mariana Santos Cruz[9]
- Ianis Guerrero como Aureliano Méndez Canul[7]
- Ricardo Polanco como Porfirio Habanero López "El Chile"[10]
- Vicky Araico como Itzamara Bianchi Roldán[7]
- Jorge Luis Vázquez como Joaquín Valderrábano
- Alejandra Ley como Micaela "Mica" Navarro Robles[7]
- Fernando Robles como Néstor
- Luis Curiel como Sixto «Tito» Bianchi Roldán[7]
- Ilse Ikeda como Elsa
- Elizabeth Guindi como Tere
- Gina Pedret como Jovita
- Talia Marcela como Carmen
- Cecilia Constantino como Gladys
- Rocío de Santiago como Páris
- Karla Esquivel como Lola
- Susana Jiménez como Gris
- Patricio José como Lalo
- Miranda Goncálves como Xóchitl Méndez Santos[7]
- Alexander Tavizon como Diego
- Alfredo Huereca como Bendito
- Sol Madrigal como Cassandra
- Lorena del Castillo como Malba
- Eugenio Cobo como Artemio[11]
- Sylvia Pasquel como Carlota / Maximiliana[11]
- Alberto Agnesi como Atahualpa Madero[11]
- Claudia Martín como Ella misma[12]

## Episodios
| N.º | Título                                                       | Fecha de emisión original | Audiencia (millones) |
| --- | ------------------------------------------------------------ | ------------------------- | -------------------- |
| 1 | «Valentín muere frente a Flor»                               | 25 de marzo de 2019       | 3.5                  |
| Flor está esperando que Valentín llegue para que bailen juntos en el carnaval, pero al momento de que el llega, se desvanece y muere en los brazos de Flor. Un año antes, Valentín y El Chile cometen un robo millonario y tratan de escapar. Al llegar a Tlaxcalixtlahuacaca donde planean refugiarse, Valentín se encuentra con Flor, la mujer que cambiará su vida. Flor va a la Ciudad de México en busca de su sueño de ser bailarina, aunque Margarita, su madre, no desea apoyarla. |                                                              |                           |                      |
| 2 | «Teo le propone matrimonio a Flor»                           | 26 de marzo de 2019       | 3.0                  |
| Después de aclarar el incidente de la motoneta de Flor, Teo se anima a pedirle a Flor que se case con él. Ella lo rechaza y deja claro que solo puede verlo como un amigo. Valentín aprovecha la situación y comienza a querer conquistarla. El Chile se encuentra con Valentín en el pueblo y le da el maletín de su robo, pero Cassandra y Malba siguen en la búsqueda para encontrar a estos dos.                                                                                       |                                                              |                           |                      |
| 3 | «La muerte de Valderrábano es un mal augurio»                | 27 de marzo de 2019       | 3.2                  |
| Valderrábano muere a causa de una bala perdida disparada por Cassandra (a causa de confundirlo con Valentín), causando miedo en pueblo de Tlaxcalixtlahuacaca. Las mujeres del pueblo dicen Flor ha desatado a los demonios, a causa de que ella baila, por lo que decide irse a la Ciudad de México. |                                                              |                           |                      |
| 4 | «Flor ya tiene marido»                                       | 28 de marzo de 2019       | 2.8                  |
| Flor llega a la Ciudad de México y realiza su audición, pero un accidente parece detener su sueño, además tendrá que pagar su operación costosa. Valentín le ofrece a Flor que use su seguro para pagar la operación de su pie, pero para que esto suceda, tendrían que casarse y ella acepta. |                                                              |                           |                      |
| 5 | «Flor y Valentín se están enamorando»                        | 29 de marzo de 2019       | 2.8                  |
| Todo parece indicar que Flor y Valentín ya sienten atracción el uno por el otro, pero Flor todavía no sabe lo que le está ocultando Valentín. Valentín se siente obligado a contarle toda la verdad sobre su pasado. Rosalía le pide a Teo la oportunidad de tener una relación entre ellos. |                                                              |                           |                      |
| 6 | «Valentín es perfecto»                                       | 1 de abril de 2019        | 2.9                  |
| Como Valentín todavía no le confiesa a Flor quién es realmente, ella lo describe como el hombre ideal. Aureliano le roba a Mariana el dinero de la venta de la motocicleta de Flor. El Chile propone a Valentín como su socio de negocios pero al mismo tiempo, Flor comienza a dudar de su negocio. |                                                              |                           |                      |
| 7 | «Flor perdona a Valentín por amor»                           | 2 de abril de 2019        | 3.0                  |
| Flor descubre a Valentín vendiendo tacos y se enoja con él por ocultar la verdad de donde trabaja, pero ella lo perdonará por el gran amor que siente y por la promesa de estar juntos. Se lleva a cabo el juicio contra Cassandra. |                                                              |                           |                      |
| 8 | «Flor regresa a Tlaxcalixtlahuacaca»                         | 3 de abril de 2019        | 2.6                  |
| Tanto Valentín ni Flor tienen dinero, ella le propone a su esposo que regrese a Tlaxcalixtlahuacaca, pero después de ser arrestada, Flor teme que las mentiras de Valentín compliquen su situación. Rosalía le revela a Margarita que se casará con Teo. |                                                              |                           |                      |
| 9 | «Flor y Valentín no van a terminar nada bien»                | 4 de abril de 2019        | 2.6                  |
| Las mujeres del pueblo protestan contra el regresó de Flor y le exigen que se vaya, porque nadie la quiere en el pueblo. Teo encuentra a Flor y Valentín en un momento romántico. Itzamara está segura de que si Flor y Valentín continúan juntos, algo malo sucederá. |                                                              |                           |                      |
| 10 | «Teo intenta suicidarse por amor»                            | 5 de abril de 2019        | 2.7                  |
| Teo no deja la idea de perder a Flor a pesar de que ella está casada, por lo que se emborracha y pasea por Tlaxcalixtlahuacaca con una revólver en la mano. Margarita le pide al padre Elpidio que se esconda detrás de su sotana y que se olvide de ella y de lo que eran. |                                                              |                           |                      |
| 11 | «El Chile recibe una visita del más allá»                    | 8 de abril de 2019        | 2.6                  |
| El Chile escucha voces del más allá y tiene miedo de ver que el espíritu de Valderrábano necesita su ayuda. Después de descubrir las trampas de Valentín en el casino, Samantha le ofrece ayuda y silencio a cambio de tener relaciones sexuales; De lo contrario, Flor podría ser una viuda muy joven. |                                                              |                           |                      |
| 12 | «Flor inaugura su escuela de baile»                          | 9 de abril de 2019        | 2.6                  |
| Margarita intenta que Flor y Valentín no puedan pagar la casa, pero finalmente inauguran su academia de baile cuando parece que el negocio no comienza ir bien. Valentín registra en secreto su encuentro con Samantha para que luego pueda manipular y detener sus amenazas. Al no estar de acuerdo con sus deseos, Samantha traiciona a Valentín con Octavio. |                                                              |                           |                      |
| 13 | «Flor y Valentín se casan por la iglesia»                    | 10 de abril de 2019       | 2.4                  |
| Flor le pide a Valentín, con todo y un anillo de compromiso que sus vidas se unan ahora en la iglesia. Las cartas de Itzamara le revelan que una nueva alma está en camino. Cassandra es liberada y Malba tiene noticias para celebrar su libertad. |                                                              |                           |                      |
| 14 | «Valentín está muerto»                                       | 11 de abril de 2019       | 2.4                  |
| Rosalía descubre que Teo ha regresado a la ciudad pero no ha llegado solo. Tanto Cassandra como Octavio tienen razones suficientes para acabar con la vida de Valentín, quien al llegar a la presentación de baile con Flor, muere fulminablemente. Teo trata de revivirlo, pero en su intento no ayudó en lo absoluto. |                                                              |                           |                      |
| 15 | «Flor está destrozada»                                       | 12 de abril de 2019       | 2.6                  |
| Flor está devastada al saber que Valentín, el hombre que ama, acaba de fallecer; Todos en el pueblo ofrecen su apoyo. Antes de salir del pueblo, Cassandra planea contarle a Flor todo lo que Valentín le hizo, según ella "para ayudarla a superar el luto de ser una viuda". |                                                              |                           |                      |
| 16 | «Valentín regresa a Tlaxcalixtlahuacaca...¡Como fantasma!»   | 15 de abril de 2019       | 2.4                  |
| Durante la última misa de despedida, Valentín regresa de la muerte, como un fantasma. Cassandra y Samantha acuden con Flor para revelar las atrocidades que Valentín les hizo. |                                                              |                           |                      |
| 17 | «¿Valentín tiene un hijo?»                                   | 16 de abril de 2019       | 2.8                  |
| Flor comienza a descubrir todos los trucos que Valentín había escondido en vida. Mientras se lleva a cabo el funeral de Valentín, París y compañía buscan el boleto de lotería en la casa de Flor. Octavio le pide a Flor que se responsabilice de la deuda que Valentín tenía con él. |                                                              |                           |                      |
| 18 | «¡Flor no está embarazada!»                                  | 17 de abril de 2019       | 2.5                  |
| Flor ya no sabe con quién estaba casada, después de descubrir que Valentín también tenía un hijo, del quien no se hacía responsable. Ante esto, Valentín le pide a Valderrábano que le enseñe a comunicarse con su esposa. Flor recibe la noticia de que la prueba de embarazo que ella se hizo, salió negativo. |                                                              |                           |                      |
| 19 | «Flor está en la ruina por culpa de Valentín»                | 18 de abril de 2019       | —                    |
| El boleto de lotería no aparece y las deudas dejadas por Valentín podrían dejar a Flor en la calle y sin una academia de baile. Valentín se comunica con El Chile, a través de Valderrábano. Octavio propone a Flor bailar en su casino para que pueda pagar la deuda de Valentín. |                                                              |                           |                      |
| 20 | «Flor planea huir de Tlaxcalixtlahuacaca»                    | 19 de abril de 2019       | —                    |
| Flor se niega a bailar en el casino de Octavio para pagar las deudas de Valentín y prefiere irse de la ciudad. En el casino, Flor descubre la relación entre su hermano Aureliano y París. |                                                              |                           |                      |
| 21 | «¡Flor está en peligro!»                                     | 22 de abril de 2019       | 2.3                  |
| Flor abandona el pueblo de nuevo, así que Teo decide ir a buscarla. Un hombre desconocido ve a Flor e intenta abusarla sexualmente. Aureliano le confiesa a su esposa Mariana su infidelidad con París. |                                                              |                           |                      |
| 22 | «Teo rescata a Flor...¡Y se besan!»                          | 23 de abril de 2019       | 2.1                  |
| Teo evita que Flor sea atacada por el hombre que según la "ayuda" y la besa porque todavía está enamorado de ella. Valentín se siente celoso y logra que Flor lo vuelva a ver. Xóchitl se escapa de su casa, después de enterarse de la separación de sus padres. |                                                              |                           |                      |
| 23 | «Se va viuda y Flor regresa con otro a Tlaxcalixtlahuacaca»  | 24 de abril de 2019       | 2.4                  |
| Flor regresa a Tlaxcalixtlahuacaca de la mano de su novio actual, Teo. Valentín y Chile logran comunicarse y su primer plan será separar a Flor de Teo. Valderrábano intenta hacer que Valentín entienda que tiene que dejar ir a Flor para que pueda descansar en paz, pero Valentín se aferra a separarla de Teo. |                                                              |                           |                      |
| 24 | «Valentín pierde sus privilegios en el más allá»             | 25 de abril de 2019       | 2.4                  |
| Carlota, el delegado celestial, informa a Valentín que ha perdido el privilegio de saber cuál es su misión de trascender. Flor ofrece un trato justo a Octavio para que puedan trabajar juntos. Mariana y Aureliano encuentran a Xóchitl y prometen que no se separarán, por lo que ella volverá a casa. Chile intenta explicarle a Flor que Valentín está en la tierra y quiere reparar todos sus errores, pero ella se niega a creer que esto sea cierto.                                |                                                              |                           |                      |
| 25 | «Margarita ya quiere que Flor se case otra vez»              | 26 de abril de 2019       | 2.4                  |
| Margarita cree que Flor y Teo ya no son para citas largas y les obliga a fijar una fecha para la boda. Valentín intenta que Flor le crea a El Chile que él sigue en el mundo terrenal, cuidando de él. El padre Elpidio tiene la tarea de averiguar si Aureliano es su hijo. |                                                              |                           |                      |
| 26 | «El Chile quiere formalizar con Margarita»                   | 29 de abril de 2019       | 2.5                  |
| Margarita continúa presionando a Flor y Teo para que decidan casarse y Rosalía le aconseja que busque un nuevo amor, pero Margarita se niega a pesar de vivir un amor secreto con El Chile. El Chile le pide a Margarita que le cuente a todos sobre su relación, pero como ella se niega, El Chile le da un ultimátum. Valentín le dice a Flor que ni siquiera muerto va a permitirle formar una familia con Teo.                                                                         |                                                              |                           |                      |
| 27 | «Teo quiere pasar la noche con Flor»                         | 30 de abril de 2019       | 2.2                  |
| Teo organiza una cena romántica con Flor y propone estar juntos. El Chile le revela a Flor que ha colocado el dinero de acuerdo con las instrucciones de Valentín. Octavio presenta a Flor como la nueva coreógrafa de casino. Samantha comienza a entrometerse en el matrimonio de Aureliano para ponerlo en problemas, ya que ella se beneficia de este problema. |                                                              |                           |                      |
| 28 | «Flor se está volviendo loca»                                | 1 de mayo de 2019         | 2.2                  |
| Flor escucha a Valentín, quien jura que todavía la ama. Flor piensa que está perdiendo la razón por escuchar a Valentín y cree que terminará en un hospital psiquiátrico. Margarita le revela a El Chile que Aureliano es el hijo de Elpidio, al mismo tiempo que señala a Óscar que cree que Aureliano es su hijo. |                                                              |                           |                      |
| 29 | «¿Valentín venderá su alma al diablo?»                       | 2 de mayo de 2019         | 2.3                  |
| Valentín podría sacar a Teo del camino siempre y cuando él acepte la ayuda de Maximiliana, la delegada del infierno. Flor envía un mensaje a Valentín a través de El Chile. |                                                              |                           |                      |
| 30 | «Valentín se aprovecha de Rosalía para destruir a Teo»       | 3 de mayo de 2019         | 2.5                  |
| Valentín traiciona la confianza de su mejor amigo para recuperar la confianza y el amor de Flor. Rosalía descubre el amor entre El Chile y su madre y la chantajea, pero Valentín se interpondrá entre sus planes. Mariana ya no puede engañar a Xochitl, por lo que le pide a Aureliano el divorcio. |                                                              |                           |                      |
| 31 | «Samantha es la nueva dueña del casino»                      | 6 de mayo de 2019         | 2.3                  |
| Gracias a la firma del divorcio, Samantha se convierte en la dueña del casino y reemplazará a Octavio. Mientras tanto, gracias a los males de Valentín, Margarita se ve obligada a hacer que Teo abandone su hogar para que no descubra su relación con El Chile. |                                                              |                           |                      |
| 32 | «La mentira de Margarita»                                    | 7 de mayo de 2019         | 2.4                  |
| Para mantener su secreto, Margarita inventa una enfermedad terminal para mantener a Flor y Teo separados. Aureliano lleva a Xóchitl a vivir con él, debido a la crisis que atraviesa su matrimonio con Mariana. |                                                              |                           |                      |
| 33 | «Pongámosle fecha ya»                                        | 8 de mayo de 2019         | 2.0                  |
| Teo le confiesa a Flor que si fuera por él se casarían en ese momento. Flor se sorprende, pero acepta y le pide que decida la fecha. Maximiliana le pide a Valentín que, si quiere hablar con Flor, primero debe firmar el trato entre ellos. |                                                              |                           |                      |
| 34 | «Exclusividad en el infierno»                                | 9 de mayo de 2019         | —                    |
| Valentín firma el acuerdo con Maximiliana el cual empieza a tener un año de exclusividad en el infierno. Valentín se alía con Rosalía para no permitir que Flor y Teo se unan a sus vidas. Margarita y El Chile se reencuentran reanudando su relación. |                                                              |                           |                      |
| 35 | «La desesperación de Rosalía»                                | 10 de mayo de 2019        | 1.8                  |
| Flor se pone de acuerdo para casarse con Teo. Rosalía no sabe qué hacer para separar a Flor y Teo, ahora dice que Margarita necesita un trasplante de riñón. El Chile está acusado de acosar a Margarita, por lo que Néstor le impondrá una serie de restricciones. |                                                              |                           |                      |
| 36 | «Rosalía y Margarita caen en su propia trampa»               | 13 de mayo de 2019        | 2.2                  |
| Teo descubre la mentira de Margarita y Rosalía, se lo cuenta a Flor y juntos preparan todo para el trasplante de riñón que necesita su suegra. El Chile es detenido por acercarse demasiado a Margarita. |                                                              |                           |                      |
| 37 | «Rosalía prueba los besos fantasmales de Valentín»           | 14 de mayo de 2019        | 2.2                  |
| Valentín quiere evitar a toda costa que Rosalía arruine sus planes de separar a Flor de Teo. Ante las presiones de Flor y Teo, Margarita confiesa la verdad en el quirófano, ya que le hacen creer que realmente la operarán. El padre Elpidio descubre la verdad sobre su paternidad. Después de desenmascarar la mentira de Rosalía y Margarita, Teo le propone a Flor que avancen la fecha de su boda.                                                                                  |                                                              |                           |                      |
| 38 | «Teo y Flor terminan...¡otra vez!»                           | 15 de mayo de 2019        | 2.1                  |
| Rosalía le muestra a Flor los mensajes comprometedores de Teo, que Valentín ha escrito. Harta de la desconfianza de Flor, Teo decide poner fin a su compromiso y regresar a España. |                                                              |                           |                      |
| 39 | «Flor y Teo celebran una loca despedida de solteros»         | 16 de mayo de 2019        | 2.1                  |
| Margarita le pide a Teo que no se presente en la boda, creyendo que se ha burlado de sus dos hijas. Rosalía, Tito y Valentín quieren evitar la boda de Flor y Teo, por lo que tratarán de decepcionarla. Teo y Flor pasan tiempo con sus amigos y se divierten en sus respectivas despedidas de solteros. Valentín pone un ingrediente extra en el postre de El Chile y los hombres de Tlaxcalixtlahuacaca se salen de control.                                                            |                                                              |                           |                      |
| 40 | «¿Qué pasó ayer...en Tlaxcalixtlahuacaca?»                   | 17 de mayo de 2019        | 2.6                  |
| Los asistentes de la despedida de soltero de Teo comienzan a recordar lo que sucedió la noche de la celebración. Llega el día de la boda de Flor y Teo. Para que Flor no se case, Tito revelará el secreto del padre Elpidio. Valentín le pide a Maximiliana que lo envíe al infierno, porque no podrá ver a Flor casada con Teo. |                                                              |                           |                      |
| 41 | «¡Los declaro marido y mujer!»                               | 20 de mayo de 2019        | 2.0                  |
| Flor ya aceptó ser la esposa de Teo y este quiere pasar la noche con ella. Óscar le confiesa al padre Elpidio su doble identidad. El Chile está preocupado, porque Valentín no aparece en ninguna parte. |                                                              |                           |                      |
| 42 | «Las imprudencias del padre Elpidio»                         | 21 de mayo de 2019        | 1.9                  |
| El pueblo de Tlaxcalixtlahuacaca se ha revelado contra el padre Elpidio por su supuesto romance con Margarita. Le piden que ya no sea su sacerdote y que Margarita abandone la ciudad. Flor y Teo viven una noche especial y, después de algunos contratiempos, Flor se entrega al amor y a Teo. |                                                              |                           |                      |
| 43 | «El escándalo de Margarita»                                  | 22 de mayo de 2019        | 2.2                  |
| Para defender al Padre Elpidio, Margarita confiesa quién es su amante, noticia que dejará helada a Flor. Mariana y Aureliano firman el divorcio y ahora lucharán por la custodia de Xóchitl. |                                                              |                           |                      |
| 44 | «Problemas en el paraíso»                                    | 23 de mayo de 2019        | 2.2                  |
| Teo quiere que Flor cierre la academia de baile y se embarace lo más pronto posible, pero Flor no está nada de acuerdo. El Chile se disculpa con Aureliano y Flor por tener una relación con Margarita. |                                                              |                           |                      |
| 45 | «Encuentros cercanos del tercer tipo en Tlaxcalixtlahuacaca» | 24 de mayo de 2019        | 2.2                  |
| Flor ya pudo ver a Valentín, pero este quiere demostrarle lo mucho que la ama y le roba un beso, pero Teo la cacha en extraña situación. |                                                              |                           |                      |
| 46 | «A la cama con sus dos maridos»                              | 27 de mayo de 2019        | 1.9                  |
| Valentín no deja de acosar a Flor, así que cuando se acuesta con Teo, el fantasma se une a ellos en una noche cálida. Mariana y Aureliano reconocen que su egoísmo ha afectado a Xóchitl. |                                                              |                           |                      |
| 47 | «#LadyHarta»                                                 | 28 de mayo de 2019        | 2.1                  |
| Debido a Jovita, Margarita es la burla de la ciudad para convertirse en un meme y en la famosa #LadyHarta. Samantha llega al limbo y Valentín la ayudará a volver a la vida, pero él le pondrá una condición. Teo le dice a Flor que la ha escuchado pedirle a Valentín que la acaricie. Samantha le confiesa la verdad a Flor sobre Valentín, él nunca la engañó. |                                                              |                           |                      |
| 48 | «Atahualpa Madero»                                           | 29 de mayo de 2019        | 2.0                  |
| Atahualpa Madero, restaurador de arte, llega a Tlaxcalixtlahuacaca e impactará la ciudad. Samantha le da a Teo una serie de consejos para que Flor se enamore de él aún más. Valentín hace todo lo posible para separar a Flor de Teo, por lo que se convierte en la sombra de Flor y estropea sus momentos románticos. |                                                              |                           |                      |
| 49 | «No somos odio, Somos amor»                                  | 30 de mayo de 2019        | 2.1                  |
| Como el pueblo de Tlaxcalixtlahuacaca ataca a Celeste tras revelar a medias su identidad, el Padre Elpidio organiza un movimiento contra la homofobia. |                                                              |                           |                      |
| 50 | «Le pongo el cuerno a mi marido... ¡Con mi marido!»          | 31 de mayo de 2019        | 2.1                  |
| Flor perdona a Valentín y lo besa, pero le entra el remordimiento de ponerle el cuerno a Teo con su marido muerto. |                                                              |                           |                      |
| 51 | «Yo soy Celeste»                                             | 3 de junio de 2019        | 2.1                  |
| Óscar confiesa ante toda la gente que él es Celeste. Al escuchar esto, Teo está completamente decepcionado con su padre. Flor es seducida por Valentín. Valentín le confiesa a Chile que no puede sentir nada mientras está con Flor, pero no quiere ceder a que sea feliz con Teo. |                                                              |                           |                      |
| 52 | «Margarita se va de Tlaxcalixtlahuacaca»                     | 4 de junio de 2019        | 2.3                  |
| Después de las humillaciones constantes, Margarita tomó la decisión de abandonar la ciudad y entrar a un asilo de ancianos. Rosalía insinúa a Atahualpa las intenciones que ella tiene hacia él, mientras él comienza a pintarla. Óscar es discriminado en el pueblo por ser transgénero. Flor intenta arreglar la situación, pero el resultado no es positivo. |                                                              |                           |                      |
| 53 | «El Chile y Margarita se van a casar»                        | 5 de junio de 2019        | 2.4                  |
| Aureliano le dice a El Chile que él y sus hermanas están de acuerdo con el romance que tiene con Margarita. El Chile le pide formalmente a Margarita que se case con él y ella acepta. |                                                              |                           |                      |
| 54 | «Amor de tres es una mala relación»                          | 6 de junio de 2019        | 2.0                  |
| Teo y Flor no pueden tener intimidad porque Valentín interrumpe todo el tiempo, por lo que Teo cree que hay alguien más en la vida de su esposa. Atahualpa le cuenta a Mariana lo que él siente por ella. |                                                              |                           |                      |
| 55 | «Teo espía a Flor»                                           | 7 de junio de 2019        | 2.1                  |
| Teo ya no puede tener dudas sobre una posible infidelidad de Flor, por lo que decide espiar su viaje a la Ciudad de México. El fantasma de Valentín intenta seducir a Flor en la ducha. Mariana y Atahualpa tienen un beso romántico. |                                                              |                           |                      |
| 56 | «La confesión de Margarita»                                  | 10 de junio de 2019       | 2.1                  |
| Margarita le revela a Flor lo que realmente provocó la muerte de su padre. |                                                              |                           |                      |
| 57 | «Un invitado en Tlaxcalixtlahuacaca»                         | 11 de junio de 2019       | 2.0                  |
| Diego, el hijo de Valentín, se quedará a vivir unos días en la casa de Flor, cosa que a Teo parece no caerle muy en gracia. |                                                              |                           |                      |
| 58 | «La desaparición de Elsa»                                    | 12 de junio de 2019       | 2.1                  |
| Flor y Teo están preocupados porque Elsa, la mamá de Diego, ha desaparecido, sin saber que ha sido detenida por tráfico de droga. |                                                              |                           |                      |
| 59 | «Cuida a mi hijo, Flor"»                                     | 13 de junio de 2019       | 2.1                  |
| Tras ser detenida por tráfico de droga, Elsa le pide a Flor que se haga cargo de su hijo. |                                                              |                           |                      |
| 60 | «La vida de Diego está en peligro»                           | 14 de junio de 2019       | 2.1                  |
| Diego, el hijo de Valentín, se escapa para ver a su mamá, pero en el camino sufre un accidente que lo pondrá entre la vida y la muerte. |                                                              |                           |                      |
| 61 | «¿Con quién se quedará Diego?»                               | 17 de junio de 2019       | 2.3                  |
| Mientras Teo y Flor harán todo lo posible para quedarse con Diego, Valentín y El Chile tratarán de salvarlo de una trabajadora social. |                                                              |                           |                      |
| 62 | «La traición de Flor»                                        | 18 de junio de 2019       | 2.1                  |
| Flor le confiesa a Teo su infidelidad. |                                                              |                           |                      |
| 63 | «¡Yo maté a Valentín!»                                       | 19 de junio de 2019       | 2.1                  |
| Se descubre que por celos, Octavio envenenó a Valentín para mantenerlo alejado de Samantha. Octavio provoca un accidente automovilístico que le podría costar la vida a Teodoro. |                                                              |                           |                      |
| 64 | «Teo y Valentín se encuentran en el paraíso»                 | 20 de junio de 2019       | 2.5                  |
| El alma de Teo se topa con Valentín, quien, además de confesarle haberse metido con Flor, le ruega volver a su cuerpo. |                                                              |                           |                      |
| 65 | «Valentín se sacrifica por amor»                             | 21 de junio de 2019       | 2.4                  |
| Valentín decide irse al paraíso con Carlota a cambio de que el alma de Teo pueda regresar con su amada Flor. |                                                              |                           |                      |

Notas
1. 1 2 3 4 5  Estos episodios se pre estrenaron el 22 de marzo de 2019 a través de la página oficial y la cuenta en Youtube de Las Estrellas.[13]

## Producción
La telenovela fue presentada por Grupo Televisa durante los Upfront para la temporada de televisión 2018-2019 en las instalaciones de Televisa San Ángel. Es una adaptación para televisión de la novela brasileña del mismo nombre escrita por Jorge Amado en 1966, y de la cual se hizo una película en 1976. La telenovela es producida por Eduardo Meza y escrita por Juan Andrés Granados para Televisa, El rodaje de la telenovela comenzó el 22 de noviembre de 2018 en la Ciudad de México y fueron confirmados un total de 62 episodios.

### Selección del reparto y promoción
El 20 de octubre de 2018, se mostró un piloto de la telenovela, realizado como homenaje a su país de origen en donde solo aparecieron actores destacados como Sofía Olea Levet interpretando a Flor y Raúl Coronado interpretando a Valentín. El 9 de noviembre de 2018, la revista People en Español confirmó que Ana Serradilla, Joaquín Ferreira, y Sergio Mur serían los protagonistas principales de la telenovela. El 12 de noviembre de 2018, el sitio de Las Estrellas confirmó que Rebecca Jones interpretaría a Margarita Méndez. Ese mismo día también se integraron a la producción Fernando Robles y Ximena Ayala. El 28 de noviembre de 2018, se dio el «claquetazo» para hacer oficial el inicio de grabación de la telenovela y se confirmó a gran parte del elenco, entre los cuales se confirmaron a Mariluz Bermúdez, Liz Gallardo y Alejandra Ley. El 20 de diciembre de 2018, durante el noticiero de Denise Maerker, Las Estrellas presentó un especial de campaña de fin de año titulado «Mi propósito eres tú», en donde se mostraron todos los proyectos que el canal tiene preparado para el 2019, y en donde aparecieron Serradilla, Ferreira, Mur y Bermúdez interpretando a los personajes de la telenovela. La telenovela fue presentada para Natpe 2019.

## Audiencia
| Temporada | Horario (CT)                     | Episodios | Primera emisión     | Primera emisión      | Última emisión      | Última emisión       | Promedio de espectadores (millones) |
| Temporada | Horario (CT)                     | Episodios | Fecha               | Audiencia (millones) | Fecha               | Audiencia (millones) | Promedio de espectadores (millones) |
| --------- | -------------------------------- | --------- | ------------------- | -------------------- | ------------------- | -------------------- | ----------------------------------- |
| 1         | lunes a viernes 20:30 - 21:30 h. | 65        | 25 de marzo de 2019 | 3.5                  | 17 de junio de 2019 | 2.4                  | 2.35                                |